# We All Want Love
"We All Want Love" é uma canção da cantora barbadense Rihanna, gravada para o seu sexto álbum de estúdio Talk That Talk. Foi composta por Ester Dean, Ernest Wilson, Steve Wyreman e Kevin Randolph, sendo que a produção esteve a cargo de No I.D.. A sua gravação decorreu em 2011 no 4220 Studios, em Hollywood, na Califórnia. Embora não tenha sido lançada como single, devido às descargas digitais posteriores ao lançamento do disco, conseguiu entrar na tabela musical Gaon International Chart da Coreia do Sul e UK Singles Chart do Reino Unido.
Musicalmente, é classificada como uma balada com influências  de um som rock menos pesado que o habitual, sendo que o seu arranjo musical é composto por vocais, baixo, guitarra e teclado. Recebeu críticas positivas, sendo que a maior parte dos analistas elogiaram a utilização do tema amor e a entrega emocional de Rihanna à faixa. Os média especializados prezaram ainda a sonoridade que a diferenciava das primeiras seis músicas do álbum. 

## Antecedentes e desenvolvimento
Após o lançamento e aclamação do álbum anterior de Rihanna, Loud, a cantora revelou através da rede social Twitter que este seria relançado com novas músicas no outono de 2011, escrevendo que "a era Loud continuaria com novas canções para adicionar à coleção". Em setembro de 2011, a artista afirmou que os planos para o relançamento tinham sido cancelados, completando que o disco "tem o seu próprio corpo de trabalho, e como fizeram um enorme esforço merecem algo novo".
Em agosto de 2011, durante uma entrevista com a Mixtape Daily, o produtor Verse Simmonds pertencente à dupla The Juggernauts, que escreveram e produziram "Man Down", revelou que a cantora estava em fase de conclusão do seu sexto disco de originais. O duo também confirmou que tinha elaborado outros dois temas que poderiam ser incluídos no projeto, além de estarem interessados em escrever um terceiro devido ao facto da "excitação" pela artista ter gostado do seu trabalho. A 15 de setembro de 2011, Rihanna em resposta a um fã através do seu perfil no Twitter, confirmou que as sessões de gravação estavam a decorrer e confidenciou que o álbum seria lançado no outono (hemisfério norte).

## Estilo musical e letra
"We All Want Love" é uma canção classificada como uma balada que incorpora elementos mais suaves do estilo rock, com produção do norte-americano No I.D.. A sua gravação, realizada por Rob Kinelski com assistência de Omar Loya, decorreu em 2011 no 4220 Studios, em Hollywood, na Califórnia. A sua composição foi construída com fortes vocais e acordes de guitarra e baixo por Steve Wyreman. Consiste ainda no uso de teclado por Kevin Randolph e Manny Marroquin também tratou da sua mistura. Kuk Harrell e Marcos Tovar estiveram a cargo dos arranjos vocais, com Jennifer Rosales como assistente, e por fim, Erik Madrid e Chris Galland ficaram responsáveis pela engenharia acústica. Melissa Maerz da revista Entertainment Weekly considerou que o uso da guitarra na melodia lembrava o estilo da banda Red Hot Chili Peppers. Um editor do periódico The Guardian comparou a obra a "Halo" de Beyoncé Knowles, afirmando que as duas baladas possuem a presença de "bateria massiva e intensa que constrói proporções épicas".
A letra foi escrita por Ester Dean, Ernest Wilson, Steve Wyreman, Kevin Randolph. Liricamente, o tema retrata o envolvimento de Rihanna ao querer estabelecer e começar um relacionamento com alguém que ama. Segundo Jason Lipshutz da revista Billboard, quando a cantora interpreta a linha "Todos nós queremos pertencer a alguém e apenas [a essa pessoa]", provoca uma emoção visível nos seus sérios vocais.

## Receção pela crítica

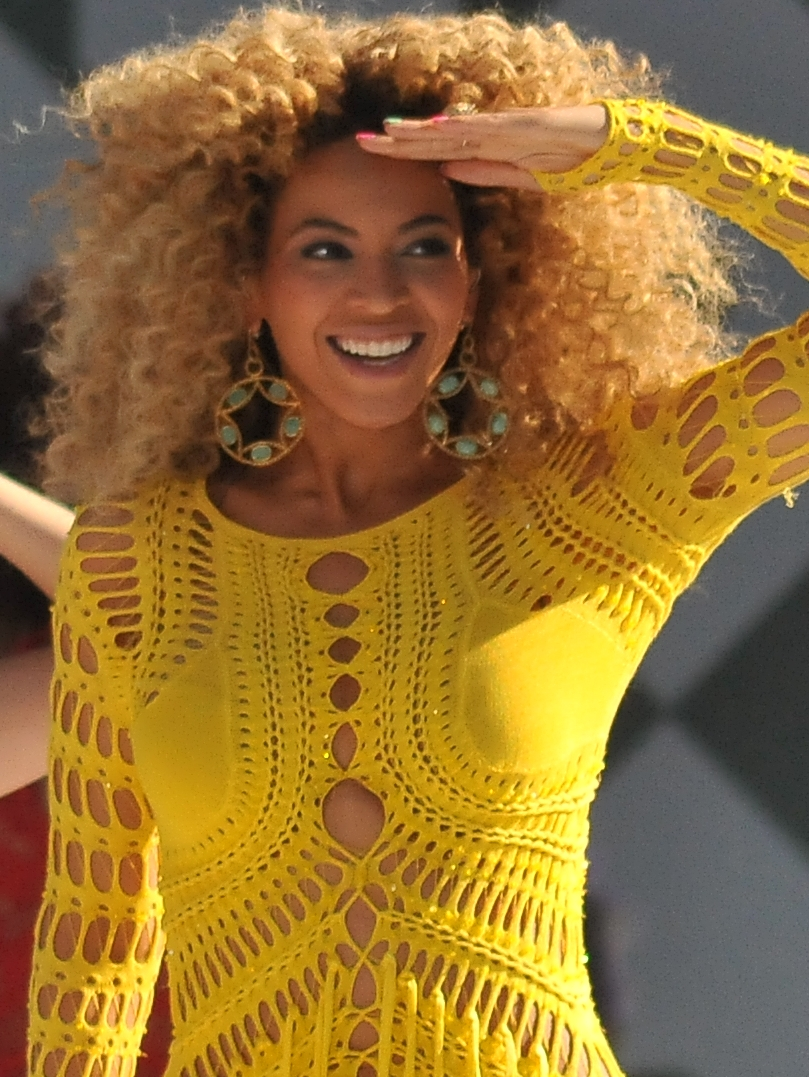
Os membros da crítica compararam "We All Want Love" com os trabalhos de Beyoncé Knowles (foto), mais especificamente, com a canção "Halo".

As críticas após o lançamento da faixa foram geralmente positivas. Randell Roberts do jornal Los Angeles Times observou que o amor estava presente na letra da música, mais especificamente, "que "We Found Love" contém letras relacionadas com um mau relacionamento, enquanto que "We All Want Love" é sobre o amor universal". Jason Lipshutz da Billboard concordou com a observação do colega, comentando também que o conceito do sentimento está embutido no título. Melissa Maerz da publicação Entertainment Weekly prezou a obra e considerou que era o destaque de Talk That Talk, e no final da sua análise, classificou-a como o hino de romance do disco inteiro. Adrian Thrills do tablóide Daily Mail elogiou a convicção da cantora ao longo da melodia, realçando que esta mostra o seu "lado sensível". Pip Ellwood da Entertainment-Focus concordou com Thrills, confidenciando que o tema transmite um dos "momentos mais despojados que raramente a cantora mostra".
Depois de comparar a música com outros registos de Beyoncé Knowles, Mike Diver da BBC considerou que "é desajeitada perante as anteriores, que possuem conversas mais ilícitas". T'Cha Dunlevy do jornal The Montreal Gazette elogiou "We All Want Love", considerando que serve como uma forma de redenção depois de se ouvir a faixa anterior "Birthday Cake". Dunlevy terminou a sua crítica ao afirmar que enquanto Rihanna canta, "os fãs deveriam levantar os braços e acompanhá-la". Claire Suddath do sítio Entertainment-Time observou que a maioria das faixas no álbum incluem a palavra "amor" no seu título, ou contêm letras relacionadas com o mesmo, escrevendo que "a maior parte das onze falam sobre a paixão (de forma vigorosa ou de outra maneira qualquer)". "Temos 'We Found Love', bem como 'We All Want Love', 'Drunk on Love' e, um pouco menos direta, 'You Da One' e 'Roc Me Out', complementou Suddath. Sobre a obra, Claire concluiu que "oferece um vislumbre de verdadeiro otimismo romântico".
Kyle Jamon da revista Parlé notou que o tema apresenta "qualidades hippie" e que os "ouvintes imaginam um cenário em que Rihanna dança em campos". Andy Kellman da Allmusic foi mais crítico em relação às baladas "We All Want Love" e "Farewell", adjetivando a primeira de "molhada" e a última de "bombástica". Nathan Slavik do portal DJ Booth considerou que a melodia é "categoricamente genérica", enquanto que Tuyet Nguyen do jornal The A.V. Club realçou que a sucessão de várias músicas com a palavra "amor" no título torna-se nada mais do que "generalidades superficiais" que não mostram qualquer emoção. Andrew Unterberger do sítio Pop Dust admitiu que "é uma mudança de ritmo, com certeza, e que era boa para fazer cantar em conjunto de mãos dadas no final dos concertos de Rihanna", contudo, também afirmou que "é uma espécie de arrasto" e concluiu que era "uma queixa incomum e um tanto infeliz num álbum como este".

## Desempenho nas tabelas musicais
Após o lançamento de Talk That Talk, "We All Want Love" debutou na sua melhor posição (55.ª) na Gaon International Chart da Coreia do Sul. Também entrou na UK Singles Chart no 188.º lugar a 3 de dezembro de 2011, tornando-se a canção do disco com o mais fraco desempenho no Reino Unido.

### Posições
| Tabela musical (2011)                    | Melhor posição |
| ---------------------------------------- | -------------- |
| Coreia do Sul - Gaon International Chart | 66             |
| Reino Unido - UK Singles Chart           | 188            |

## Créditos
Todo o processo de elaboração da canção atribui os seguintes créditos pessoais:
- Rihanna – vocalista principal;
- Ester Dean - composição;
- Ernest Wilson - composição, produção;
- Steve Wyreman - composição;
- Kevin Randolph - composição;
- Rob Kinelski - gravação musical;
  - Omar Loya - assistência;
- Kuk Harrell -  produção e gravação vocal;
- Marcos Tovar - gravação vocal;
- Jennifer Rosales - assistente de gravação vocal;
- Manny Marroquin - mistura;
- Erik Madrid, Chris Galland - assistente adicional de engenharia;
- Steve Wyreman - baixo, guitarra;
- Kevin Randolph - teclado.